# Donghwa-dong
Donghwa-dong (koreanska: 동화동) är en stadsdel i stadsdistriktet Jung-gu i Sydkoreas huvudstad Seoul. Stadsdelen fick sitt nuvarande namn 20 juli 2013. Dessförinnan hette den Sindang 6-dong.